# Receptor AMPA
O receptor ácido α-amino-3-hidroxi-5-metil-4-isoxazol propiônico (também conhecido por AMPAR, receptor AMPA ou receptor de quisqualato) é um dos principais tipos de receptores de glutamato, que é o principal neurotransmissor excitatório no cérebro. Pertence à família dos receptores ionotrópicos, o que significa que atua como um canal iônico que se abre diretamente em resposta à ligação de neurotransmissores.
Quando o glutamato se liga ao receptor AMPA, ele provoca a abertura do canal e permite a entrada de íons de sódio (Na⁺) e, em menor grau, de cálcio (Ca²⁺) na célula, resultando em despolarização da membrana neuronal. Isso é crucial para a transmissão rápida de sinais excitatórios entre os neurônios.
O receptor AMPA é essencial para vários processos cerebrais, incluindo:
Plasticidade sináptica: Está envolvido na potenciação de longo prazo (LTP), que é um mecanismo chave para a memória e o aprendizado. A LTP depende do aumento na força das sinapses, e os receptores AMPA desempenham um papel importante nesse processo, facilitando a transmissão de sinais mais fortes entre neurônios.
Processamento sensorial e resposta motora: Como os receptores AMPA respondem rapidamente à ativação pelo glutamato, eles são essenciais para o processamento eficiente de informações sensoriais e para a execução de movimentos precisos e rápidos.
Papel na neuroplasticidade: A redistribuição e regulação de receptores AMPA na superfície dos neurônios são fundamentais para a plasticidade, permitindo ao cérebro adaptar-se a novas informações ou lesões.
Em termos de estrutura, os receptores AMPA são tetrâmeros, compostos de quatro subunidades (GluA1, GluA2, GluA3, e GluA4), que determinam suas propriedades funcionais, como a permeabilidade ao cálcio. Por exemplo, receptores AMPA que contêm a subunidade GluA2 são menos permeáveis ao cálcio, o que pode influenciar o comportamento neuronal e a neurotoxicidade.
Alterações na função ou regulação dos receptores AMPA estão associadas a várias condições neurológicas, como epilepsia, doença de Alzheimer e outras formas de disfunção cognitiva, o que torna esses receptores um foco importante em pesquisas de neurociência.